# Gracchus

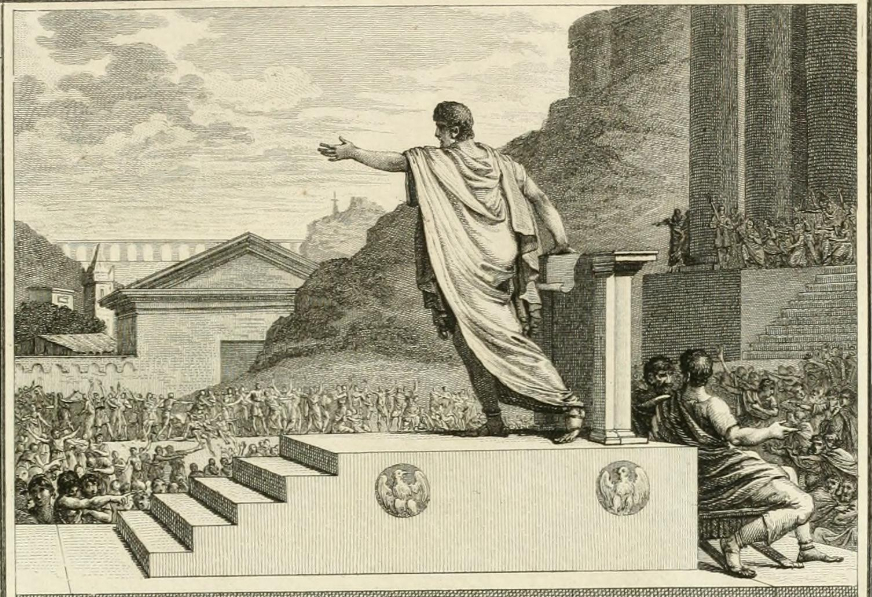
Gaius Gracchus als tribuun

Gracchus was een cognomen in de aanzienlijke plebejische gens Sempronia, die aan het pantheon der Romeinse geschiedenis enkele min of meer belangrijke politici leverden. Het cognomen betekent "de kauw". Enkele cognomen waren:
- Tiberius Sempronius Gracchus, Romeins veldheer en politicus uit de 3e eeuw v.Chr.
- Tiberius Sempronius Gracchus (ca. 220-ca. 150 v.Chr.), Romeins militair en staatsman, consul in 177 v.Chr, censor in 169 v.Chr. en opnieuw consul in 163 v.Chr.
- Tiberius Sempronius Gracchus, tribunus plebis.
- Gaius Sempronius Gracchus, tribunus plebis.

Met de benaming Gracchi of gebroeders Gracchus wordt gewoonlijk verwezen naar het broederpaar Tiberius en Gaius Gracchus.
- François Noël Babeuf ontleende zijn gebruikelijke voornaam aan de gebroeders Gracchus